# 208-ма піхотна дивізія (Третій Рейх)
208-ма піхотна дивізія (Третій Рейх) (нім. 208. Infanterie-Division) — піхотна дивізія Вермахту за часів Другої світової війни.

## Історія
208-ма піхотна дивізія була сформована 26 серпня 1939 в Люббені в III-му військовому окрузі (нім. Wehrkreis III) під час 3-ї хвилі мобілізації Вермахту.

## Райони бойових дій
- Німеччина (серпень 1939);
- Польща (вересень 1939);
- Німеччина (жовтень 1939 — травень 1940);
- Бельгія, Франція (травень 1940 — січень 1942);
- СРСР (центральний напрямок) (лютий 1942 — серпень 1943);
- СРСР (південний напрямок) (серпень 1943 — жовтень 1944);
- Польща, Чехословаччина (жовтень 1944 — травень 1945).

## Командування

### Командири
- генерал-лейтенант Моріц Андреас (нім. Moritz Andreas) (26 серпня 1939 — 13 грудня 1941);
- генерал від інфантерії Ганс-Карл фон Шеле (нім. Hans-Karl von Scheele) (13 грудня 1941 — 1 лютого 1943);
- генерал-лейтенант Карл-Вільгельм фон Шлібен (нім. Karl-Wilhelm von Schlieben) (1 лютого — квітень 1943);
- генерал-майор Георг Цваде (нім. Georg Zwade) (квітень — 22 червня 1943);
- генерал-лейтенант Ганс Пікенброк (нім. Hans Pieckenbrock) (22 червня 1943 — 8 травня 1945).

## Нагороджені дивізії
Нагороджені дивізії
Нагороджені Сертифікатом Пошани Головнокомандувача Сухопутних військ для військових формувань Вермахту за збитий літак противника
- 24 вересня 1942 — 337-й піхотний полк за дії 24 червня 1942 (230);
- ? — 8-ма рота 337-го гренадерського полку за дії 4 липня 1944 (553).

|  | Кавалери Нагрудного знаку ближнього бою в золоті                                                           | 2  |
|  | Кавалери Золотого Німецького Хреста                                                                        | 42 |
|  | Кавалери Лицарського хреста Залізного хреста                                                               | 25 |
|  | Кавалери Почесної відзнаки Сухопутних військ «Почесна застібка на орденську стрічку для Сухопутних військ» | 18 |

- Нагороджені Сертифікатом Пошани Головнокомандувача Сухопутних військ (3)
- Нагороджені Сертифікатом Пошани Головнокомандувача Сухопутних військ за збитий літак противника (1)